# 普韋布洛縣 (科羅拉多州)
普韋布洛县（英語：Pueblo County）是美国科羅拉多州東南部的一個縣，面積6,210平方公里。根據2020年美國人口普查，共有人口16萬8,162人。縣治普韋布洛（Pueblo）。該縣成立於1861年11月1日，是該州最早成立的十七個縣之一；縣名是西班牙语「市鎮」的意思。